# Henotesia narova
Henotesia narova är en fjärilsart som beskrevs av Paul Mabille 1877. Henotesia narova ingår i släktet Henotesia och familjen praktfjärilar. Inga underarter finns listade i Catalogue of Life.